# Blankenburger Zone

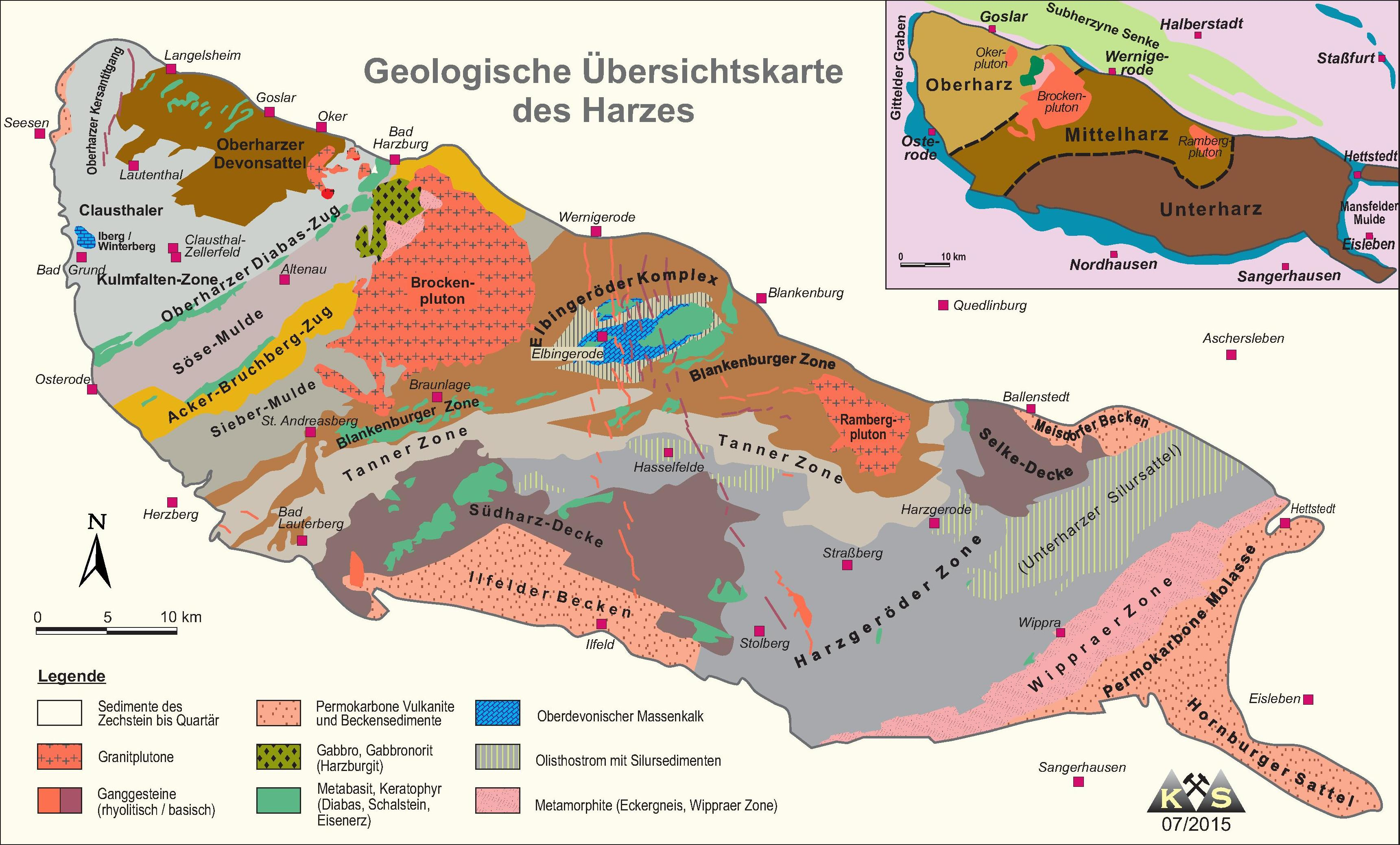
Geologische Karte des Harzes mit der Blankenburger Zone

Die Blankenburger Zone (nach dem Ort Blankenburg am Nordrand des Harzes benannt) ist eine geologische Einheit des Mittelharzes, der außerdem aus dem Elbingeröder Komplex, dem Tanner Grauwacken-Zug sowie der Siebermulde gebildet wird. 
Innerhalb der auch als Mittelharzer Faltenzone oder Blankenburger Faltenzone bezeichneten Blankenburger Zone liegt das als Elbingeröder Komplex (nach dem Ort Elbingerode) bezeichnete isolierte Stromatoporen-Korallen-Kalkalgen-Riff. Beide liegen cum grano salis zwischen dem Brocken- und dem Rambergpluton, die Blankenburger Zone erstreckt sich bis südlich Sankt Andreasberg im Harz. Die stratigraphischen Folgen der Blankenburger Zone reichen von Silur bis Unterkarbon.